# Melasina coagulata
Melasina coagulata är en fjärilsart som beskrevs av Edward Meyrick 1919. Melasina coagulata ingår i släktet Melasina och familjen säckspinnare. Inga underarter finns listade i Catalogue of Life.